# Episodi di Law & Order - I due volti della giustizia (ottava stagione)
L'ottava stagione della serie televisiva Law & Order - I due volti della giustizia, composta da 24 episodi, è stata trasmessa in prima visione sul canale statunitense NBC dal 24 settembre 1997 al 20 maggio 1998.
In Italia è stata trasmessa in prima visione su Rai 2 dal 14 ottobre al 1º dicembre 1999, ad eccezione dell'episodio Una morte sospetta, trasmesso per la prima volta il 27 settembre 2001.
| nº | Titolo originale    | Titolo italiano            | Prima TV USA      | Prima TV Italia   |
| -- | ------------------- | -------------------------- | ----------------- | ----------------- |
| 1  | Thrill              | Solo per gioco             | 24 settembre 1997 | 14 ottobre 1999   |
| 2  | Denial              | Una vita rifiutata         | 8 ottobre 1997    | 21 ottobre 1999   |
| 3  | Navy Blues          | Un fiore all'occhiello     | 15 ottobre 1997   | 28 ottobre 1999   |
| 4  | Harvest             | Ignobile profitto          | 29 ottobre 1997   | 4 novembre 1999   |
| 5  | Nullification       | A mani vuote               | 5 novembre 1997   | 8 novembre 1999   |
| 6  | Baby, It's You      | Una morte sospetta         | 12 novembre 1997  | 27 settembre 2001 |
| 7  | Blood               | Il colore dell'odio        | 19 novembre 1997  | 9 novembre 1999   |
| 8  | Shadow              | Ombre                      | 26 novembre 1997  | 10 novembre 1999  |
| 9  | Burned              | Un segreto che scotta      | 10 dicembre 1997  | 11 novembre 1999  |
| 10 | Ritual              | Un barbaro rituale         | 17 dicembre 1997  | 13 novembre 1999  |
| 11 | Under the Influence | Guida in stato di ebbrezza | 7 gennaio 1998    | 15 novembre 1999  |
| 12 | Expert              | Il consulente              | 21 gennaio 1998   | 16 novembre 1999  |
| 13 | Castoff             | Libera scelta              | 28 gennaio 1998   | 17 novembre 1999  |
| 14 | Grief               | La vittima perfetta        | 4 febbraio 1998   | 19 novembre 1999  |
| 15 | Faccia a Faccia     | Faccia a faccia            | 25 febbraio 1998  | 20 novembre 1999  |
| 16 | Divorce             | Un divorzio difficile      | 4 marzo 1998      | 22 novembre 1999  |
| 17 | Carrier             | Il contagio                | 1º aprile 1998    | 23 novembre 1999  |
| 18 | Stalker             | L'agguato                  | 15 aprile 1998    | 24 novembre 1999  |
| 19 | Disappeared         | Scomparsi                  | 22 aprile 1998    | 25 novembre 1999  |
| 20 | Burden              | Un fardello troppo pesante | 24 aprile 1998    | 26 novembre 1999  |
| 21 | Bad Girl            | Una cattiva ragazza        | 29 aprile 1998    | 27 novembre 1999  |
| 22 | Damaged             | Valerie                    | 6 maggio 1998     | 29 novembre 1999  |
| 23 | Tabloid             | Tabloid                    | 13 maggio 1998    | 30 novembre 1999  |
| 24 | Monster             | Il mostro                  | 20 maggio 1998    | 1º dicembre 1999  |

## Solo per gioco
- Titolo originale: Thrill
- Diretto da: Martha Mitchell
- Scritto da: René Balcer

### Trama
Briscoe e Curtis indagano sull'omicidio di un fattorino di una pizzeria, ucciso a colpi di pistola, in un furgone. I sospetti cadono su due giovani sbandati che avrebbero commesso il delitto per il solo gusto di uccidere qualcuno. Briscoe e Curtis riescono ad assicurare alla giustizia i due giovani, ma le prove permettono di ricollegare solo uno di loro al delitto, e McCoy e la Ross non sanno chi sia stato ad uccidere l'uomo. La Ross ha l'idea di sorvegliare i due, nella speranza che rivelino la loro colpevolezza a qualcuno durante la detenzione. Uno dei due confessa l'omicidio allo zio che però, si rivela essere un prete. Il difensore del ragazzo cerca di impedire all'accusa di presentare la registrazione come prova, trattandosi del segreto confessionale.
- Nota. Nella versione italiana, questo è il primo episodio in cui Steven Hill (interprete di Adam Schiff) viene doppiato da Sergio Fiorentini, che prende il posto di Bruno Alessandro.
- Nota. In questo episodio apprendiamo che la moglie di Curtis ha la sclerosi multipla.
- Nota. Questo episodio è ispirato al caso di Thomas Koskovich e Jason Vreeland che il 19 aprile 1997 uccisero i due fattorini Giorgio Gallara e Jeremy Giordano; i due vennero condannati a pene diverse; Koskovich all'ergastolo con la condizionale dopo 30 anni e per di più 21 anni per omicidio preterintenzionale, rapina e altri crimini, mentre Vreeland venne condannato a morte, ma dato che lo Stato di New York rese illegale la pena di morte in seguito alla sentenza, la condanna fu commutata in ergastolo.

## Una vita rifiutata
- Titolo originale: Denied
- Diretto da: Christopher Misiano
- Scritto da: David Shore e René Balcer

### Trama
Briscoe e Curtis indagano su un lenzuolo sporco di sangue ritrovato in una camera d'albergo, e scoprono che la camera è stata pagata tramite la carta di credito da due giovani: una ragazza e il suo fidanzato, un ragazzo di buona famiglia. I due detective scoprono che la ragazza aveva partorito proprio in quella stanza, senza comunicarlo agli amici e alla famiglia. In un primo momento, la giovane afferma di aver avuto un aborto spontaneo, ma le analisi del laboratorio contraddicono la sua versione; McCoy e Ross pensano che si sia trattato di infanticidio.
- Nota. Questo episodio è ispirato a due casi giudiziari:
  1. Il primo è sulla coppia Amy Grossberg e Brian Peterson. Il 18 novembre 1996 Amy Grossberg partorì il suo bambino nato prematuramente e lo gettò in un cassonetto con l'aiuto di Brian Peterson, il suo fidanzato. I due si dichiararono colpevoli di omicidio colposo di secondo grado e patteggiarono entrambi; in particolare la Grossberg venne condannata a due anni mentre Peterson a due anni e mezzo.
  2. Il secondo è su Melissa Drexler, che il 6 giugno 1997 partorì suo figlio in bagno durante il ballo di fine anno e poi lo mise nel bidone della spazzatura. La ragazza si dichiarò colpevole di omicidio colposo di secondo grado e venne condannata a 15 anni di reclusione, ma scontò solo 37 mesi della pena per poi essere rilasciata in libertà vigilata il 26 novembre 2001.
- Nota. Il caso di questo episodio verrà citato nel primo episodio della nona stagione Bambini in vendita.
- Nota. Questa è la seconda apparizione per J.K. Simmons nel ruolo dello psicologo Emil Skoda, che successivamente diventerà un personaggio ricorrente. Simmons era apparso per la prima volta nell'episodio della quarta stagione Le radici dell'odio.

## Un fiore all'occhiello
- Titolo originale: Navy Blues
- Diretto da: Jace Alexander
- Scritto da: Dick Wolf e Kathy McCormick

### Trama
Briscoe e Curtis indagano sull'omicidio di un marine dell'Esercito statunitense. Indagando sui rapporti con i colleghi, scoprono che la vittima, pur essendo sposato, e nonostante le regole militari molto restrittive, aveva avuto una relazione. La donna è uno dei rari simboli dell'integrazione femminile dell'esercito, però è protetta dalle alte sfere militari, che invocano la giurisdizione del caso, sottraendolo a McCoy e alla Ross, ciò nonostante McCoy la fa processare.
- Guest star: Kate Walsh (tenente Kirstin Blair).

- Nota. Questo episodio è ispirato alle accuse di scandali sessuali che coinvolsero il tenente dell'Air Force One Kelly Flinn il 22 maggio 1997.

## Ignobile profitto
- Titolo originale: Harvest
- Diretto da: Matthew Penn
- Scritto da: I.C. Rapoport e René Balcer

### Trama
Briscoe e Curtis indagano su una coppia che viene aggredita a colpi di pistola nella loro macchina; lui sopravvive, ma lei muore cerebralmente. Dopo qualche indagine, i detective individuano l'uomo che ha sparato alla coppia e lo catturano. Ma le cose si complicano per McCoy e Ross quando emergono delle discrepanze nella cartella clinica della donna in relazione all'orario della sua morte e si fa strada l'ipotesi che un chirurgo abbia espiantato gli organi della donna prima che lei morisse.
- Nota. Questo episodio è ispirato a una puntata della trasmissione di 60 Minutes dedicata alle sparatorie a Los Angeles.

## A mani vuote
- Titolo originale: Nullification
- Diretto da: Constantine Makris
- Scritto da: David Black

### Trama
Briscoe e Curtis indagano sulla rapina avvenuta in un centro scommesse con due morti, cioè una guardia giurata e uno dei rapinatori che ha un particolare tatuaggio. I due detective ricollegano la rapina all'attività di una milizia sovversiva composta da venti persone reclutate via internet; i membri della milizia vengono successivamente individuati e arrestati. Uno di loro, laureato in legge, difende se stesso e i suoi compagni nel processo, basandosi su un antico istituto processuale americano che permette alla giuria di assolvere gli imputati, nonostante l'evidenza della loro responsabilità, per protestare contro una legge ingiusta.
- Nota. Questo episodio è ispirato a cinque casi accaduti:
  - Il primo è su un oltraggio a livello nazionale degli estremisti di destra in seguito a eventi come l'assedio di Ruby Ridge e l'assedio di Waco nel 1992.
  - Il secondo è sull'attentato di Oklahoma City avvenuto il 19 aprile 1995 per opera dei soldati Timothy McVeigh e Terry Nichols. I due vennero arrestati e condannati a diverse pene federali, infatti, McVeigh venne condannato a morte e giustiziato, mentre Nichols venne condannato all'ergastolo.
  - Il terzo è sul Chicago Seven, nome che si riferisce ai seguenti sette imputati: Abbie Hoffman, Jerry Rubin, David Dellinger, Tom Hayden, Rennie Davis, John Froines e Lee Weiner che vennero condannati per cospirazione, incitamento alla sommossa e altre accuse legate alle proteste anti-Vietnam e altre proteste controculturali avvenute durante un convegno dei democratici del 1968.
  - Il quarto è sull'organizzazione terroristica delle Brigate Rosse che durante gli anni di piombo terrorizzò l'Italia; tra i loro atti più famosi ci furono il Rapimento di Mario Sossi del 1974 oltre alla Strage di via Fani, il rapimento di Aldo Moro e il suo omicidio avvenuti tra il 16 marzo e il 9 maggio 1978.
  - Il quinto è sull'aumento delle organizzazioni paramilitari degli Stati Uniti.

## Una morte sospetta
- Titolo originale: Baby, It's You
- Diretto da: Ed Sherin
- Scritto da: Jorge Zamacona

### Trama
Briscoe e Curtis indagano sulla strana morte di una top model quattordicenne a una causa di un'infezione provocata da un'aggressione sessuale avvenuta qualche settimana prima. Ma accertano che in quel periodo la ragazza si trovava a Baltimora con i suoi genitori. I detective chiedono aiuto ai colleghi di Baltimora, John Munch e Paul Falsone, i quali individuano un possibile sospetto a New York. Ma mentre il procuratore di Baltimora cerca di sottrarre il caso a McCoy, il ragazzo sospettato insinua che il responsabile dell'aggressione possa essere il padre.
- Guest star: Richard Belzer (Detective John Munch), Jon Seda (Detective Paul Falsone).

- Nota. Questo episodio inizia un crossover con Homicide, che si conclude nell'episodio Genitori e figli.
- Nota. L'attore Richard Belzer appare per la seconda volta nella serie come ospite di un crossover, sempre nel ruolo del detective John Munch, invece Jon Seda è la prima e unica volta che appare nella serie come guest star, interpretando il detective Paul Falsone, personaggio di Homicide. Seda tornerà nel franchise soltanto tra il 2015 e il 2016 in due episodi crossover di Law & Order - Unità vittime speciali nel ruolo del detective Antonio Dawson, che è un personaggio di Chicago P.D. primo spin-off della serie Chicago Fire.
- Nota. Questo episodio e quello di Homicide sono ispirati al caso dell'omicidio di JonBenét Ramsey, avvenuto tra il 25 e il 26 dicembre 1996, cioè tra Natale e Santo Stefano. La vittima è morta per asfissia da strangolamento e trauma cranico-cerebrale; il caso rimane tuttora irrisolto.

## Il colore dell'odio
- Titolo originale: Blood
- Diretto da: Jace Alexander
- Scritto da: René Balcer e Craig Tepper

### Trama
Briscoe e Curtis indagano sulla strana morte di Karen Burdett, una ricca e giovane donna bianca caduta dal balcone del suo appartamento dopo aver partorito sua figlia. Suo marito, un uomo d'affari di mezz'età con un figlio nato da un precedente matrimonio, le aveva fatto pressioni affinché desse la neonata in adozione. Recandosi sul posto, gli investigatori scoprono che la neonata è di colore. In un primo momento Briscoe e Curtis pensano ad una relazione extraconiugale, ma scoprono che in realtà la bambina e il marito della vittima hanno in comune una particolare malattia del sangue. Infatti l'uomo è un afroamericano con la pelle così chiara da essere scambiato da tutti per un bianco. McCoy pensa che l'ex moglie dell'uomo abbia ucciso la vittima perché quest'ultima voleva tenersi la bambina, il che avrebbe costretto il marito ad ammettere pubblicamente di essere nero, rovinando la reputazione dell'ex moglie che temeva di essere emarginata dall'alta società perché aveva sposato un nero.
- Nota. Il titolo originale dell'episodio, Blood, si riferisce al romanzo e al film The Human Stain che secondo voci non fontate parla di un personaggio ispirato ad Anatole Broyard, scrittore, critico letterario e redattore del New York Times. Sebbene Anatole Broyard fosse di ascendenza afroamericana, si fece passare per "bianco" rinnegando le sue origini in modo da poter fare carriera senza subire discriminazioni razziste.

## Ombre
- Titolo originale: Shadow
- Diretto da: Matthew Penn
- Scritto da: Richard Sweren

### Trama
Briscoe e Curtis indagano sull'omicidio di un garante delle cauzioni avvenuto nel suo ufficio, e iniziano a sospettare di un cliente della vittima. In seguito al suo interrogatorio, emerge però che l'uomo aveva promesso una forte somma di denaro al suo avvocato per aggiustare il processo in modo a lui favorevole. Si scopre così che in diverse occasioni le persone difese dal medesimo avvocato erano state inspiegabilmente non incriminate o assolte, cosa che comportava anche un elemento corrotto tra i procuratori e gli avvocati. A questo punto, McCoy e la Ross inscenano un finto processo; ma la Ross scopre che il procuratore corrotto è in realtà un suo vecchio amico del liceo.

## Un segreto che scotta
- Titolo originale: Burned
- Diretto da: Constantine Makris
- Scritto da: Shobban Byrne

### Trama
Briscoe e Curtis indagano sull'omicidio di un uomo, ma il responsabile confessa subito l'omicidio nel messaggio inciso nella segreteria telefonica portando i detective a indagare su un incendio, avvenuto anni prima, in cui una bambina perse la vita. Rintracciando la telefonata, Briscoe e Curtis risalgono alla famiglia della prima moglie del padre della vittima, e in particolare al fratellastro della bambina, la cui voce è incompatibile con quella incisa sul nastro. Mentre si prepara il processo, McCoy e la Ross fronteggiano il nonno del bambino, un vecchio amico di Schiff che cerca di fare pressioni perché il caso venga insabbiato. McCoy scopre che il ragazzo ha dei problemi psichici, e lui e la Ross sono sopraffatti, in quanto il legale del ragazzo non aveva invocato l'infermità mentale, che gli avrebbe evitato la prigione.

## Un barbaro rituale
- Titolo originale: Ritual
- Diretto da: Brian Mertes
- Scritto da: Kathy McCormick e Richard Sweren

### Trama
Briscoe e Curtis indagano sull'omicidio di un arabo, che è stato trovato dietro a un deposito. I detective rintracciano un uomo misterioso arrivato dall'Egitto a New York, il quale doveva incontrarsi con la vittima. Il visitatore afferma di essere un cardiologo chiamato dalla vittima per ragioni mediche; la versione viene confermata anche dalla sorella e dalla nipote della vittima. I sospetti dei detective si concentrano sul cognato americano della vittima, ma non riescono a trovare un movente fino a quando Briscoe e Curtis scoprono che il medico è in realtà un ginecologo. A questo punto il movente sembra chiaro: l'assassino voleva impedire che la famiglia della moglie obbligasse sua figlia a subire una mutilazione genitale. La delicatezza della questione porta McCoy e la Ross a condurre due processi paralleli. McCoy decide di incriminare il padre, convinto che le sue intenzioni non giustifichino un omicidio.
- Nota. Questo episodio è ispirato alla piaga delle mutilazioni genitali femminili.

## Guida in stato di ebbrezza
- Titolo originale: Under the Influence
- Diretto da: Adam Davidson
- Scritto da: René Balcer

### Trama
Briscoe e Curtis indagano su un pirata della strada che ha investito e ucciso tre persone, e individuano un sospetto, un uomo che si era messo al volante ubriaco. Quando il caso passa in mano alla procura, McCoy ricorda la pena inflitta all'uomo che aveva investito e ucciso involontariamente la Kincaid, la sua assistente precedente, e cerca di aggravare il più possibile la posizione dell'imputato, ignorando le dichiarazioni di un hostess di volo che poche ore prima dell'incidente lo aveva visto bere superalcolici, e convincendo la compagnia aerea a non far testimoniare l'hostess che viene trasferita lontana da New York. In tutto ciò, McCoy è aiutato dal giudice, perché quest'ultimo vuole candidarsi alle elezioni come procuratore distrettuale e vuole infliggere all'imputato una pena esemplare.
- Nota.  Questo episodio è ispirato a due fatti accaduti: il primo è su un incidente avvenuto nel 1996 alla Wake Forest University causato da Thomas R. Jones e il secondo è sul dibattito legale riguardo alla deposizione delle accuse di omicidio di primo grado causati da una guida pericolosa.

## Il consulente
- Titolo originale: Expert
- Diretto da: Lewis H. Gould
- Scritto da: David Shore e I.C. Rapoport

### Trama
Briscoe e Curtis indagano sulla sparatoria a un ristorante dove un uomo viene ucciso e un altro viene ferito. In un primo momento sembrava che il bersaglio fosse una terza persona, ma in realtà il bersaglio era l'uomo ferito, uno psicologo che aveva elaborato una teoria singolare cioè quella di escludere la responsabilità dei sospettati dei crimini commessi. Briscoe e Curtis sospettano di una donna, presente al ristorante mentre è stata commessa la sparatoria, che è in realtà la figlia di un uomo condannato per omicidio e nel cui processo la vittima aveva prestato la propria consulenza in favore della difesa. McCoy riesce a dimostrare l'innocenza della donna, facendo riferimento proprio alla testimonianza resa dal consulente nel processo del padre della donna.

## Libera scelta
- Titolo originale: Castroff
- Diretto da: Gloria Muzio
- Scritto da: David Black e Harold Schechter

### Trama
Briscoe e Curtis indagano sull'omicidio di una giovane assistente sociale, ma scoprono che la donna celava delle possibili perversioni sessuali, e che uno degli uomini che frequentava potrebbe essere un serial killer. L'uomo viene individuato e arrestato; McCoy e la Ross affronteranno un agguerrito avvocato difensore, un professore di Harvard che tenta di scagionare il suo cliente tramite argomentazioni insolite, afferma infatti che la causa principale del suo comportamento è la cattiva influenza della violenza mostrata nei programmi tv.
- Nota.  Questo episodio è sul caso di Andrew Cunanan, un uomo che a cavallo di tre mesi del 1997 uccise cinque persone tra cui il suo amico militare Jeffrey Trail, il suo amante David Madson, l'agente immobiliare Lee Miglin, l'autista William Reese e lo stilista italiano Gianni Versace; la sua furia omicida terminò il 23 luglio 1997 quando Cunanan, circondato dalla polizia di Miami nella sua casa galleggiante, si suicidò sparandosi con un colpo di pistola in bocca. Invece, il secondo è sul dibattito sulla rappresentazione mediatica della violenza che influenza il comportamento criminale.

## La vittima perfetta
- Titolo originale: Grief
- Diretto da: Christopher Misiano
- Scritto da: Suzanne Oshry

### Trama
Briscoe e Curtis indagano sull'aggressione a un uomo, ma non impiegano molto a trovare i responsabili, due fratelli che giustificano il gesto affermando che la vittima aveva violentato la loro sorella schizofrenica, ricoverata nella clinica dove l'uomo lavorava come inserviente. I detective scoprono che l'uomo era stato accusato di aver abusato sessualmente di un'altra ragazza, che era rimasta incinta, in un altro ospedale. Questo caso diventa l'unico di cui McCoy non si occupa allorché la ragazza schizofrenica confessa di non essere stata violentata, ma di aver avuto una relazione con un altro paziente nell'ospedale.
- Guest star: Jonathan LaPaglia (Frank Russo).

## Faccia a faccia
- Titolo originale: Faccia a faccia
- Diretto da: Martha Mitchell
- Scritto da: René Balcer e Eddie Feldmann

### Trama
Briscoe e Curtis indagano sull'omicidio di un uomo proveniente dal Montana. Prima pensano ad un regolamento di conti tra mafiosi, ma, in realtà scoprono che è un pentito di mafia che usufruiva del programma protezione testimoni e che stava scrivendo un libro sulla sua vita. L'uomo doveva testimoniare contro un boss rivale dei Masucci, che viene accusato dell'omicidio e processato. Per evitare la condanna, l'imputato finge una totale mancanza di lucidità, che secondo il suo avvocato non gli consentirebbe di difendersi adeguatamente.
- Nota. Quando la responsabile dell'omicidio legge il memoriale del pentito, emerge il nome di Masucci, boss affrontato nella prima stagione.
- Nota. Questo episodio è ispirato a due casi accaduti: il primo è sul caso di Sammy Gravano, boss mafioso e amico di John Gotti che venne messo dall'FBI nel programma protezione testimoni per tanti anni. Invece il secondo è su Vincent Gigante, membro di spicco della famiglia Genovese di New York, che fu accusato di diversi reati e morì in carcere a Springfield, il 19 dicembre 2005.

## Un divorzio difficile
- Titolo originale: Divorce
- Diretto da: Constantine Makris
- Scritto da: Barry M. Schkolnick

### Trama
Briscoe e Curtis indagano sull'omicidio di una dottoressa esperta in problemi di coppia, ma scoprono che è un esponente della Curia nei casi di richiesta di annullamento dei matrimoni celebrati con rito cattolico. In questa sua veste, la vittima si era scontrata con una donna il cui ex marito aveva chiesto l'annullamento per potersi risposare in chiesa. McCoy e la Ross la incriminano per omicidio, e a quel punto diviene fondamentale il ruolo dell'avvocatessa che la assisteva nel divorzio.
- Nota. Questo episodio è ispirato al famoso divorzio tra Joseph P. Kennedy II e Sheila Brewster Rauch avvenuto nel 1991.

## Il contagio
- Titolo originale: Carrier
- Diretto da: James Ranelli
- Scritto da: David Black

### Trama
Briscoe e Curtis indagano sull'omicidio di una ragazza avvenuto in casa sua durante un festino organizzato da lei stessa e approfittando dell'assenza dei genitori. Il caso si rivela difficile per i due detective: uno dei suoi amici confessa di averla colpita accidentalmente con un'arma introdotta da un altro ospite, ma Briscoe e Curtis scoprono che la ragazza era gravemente malata di AIDS e quando altre persone confermano di essere state infettate dalla stessa persona, i detective arrestano il ragazzo. McCoy e la Ross, per ottenere l'incriminazione, dovranno produrre una prova che dimostra che il ragazzo ha l'AIDS, e ciò è contrario al diritto alla privacy garantito dalla Costituzione. Nel frattempo, Schiff si scontra con la comunità gay, chiedendogli di ritirare l'incriminazione minacciandolo di non supportare le elezioni.
- Altri interpreti: Michael Pitt (Andy).

- Nota. Questo episodio è ispirato al caso di Nushawn Williams, un uomo che nel 1997 ha ammesso di aver avuto relazioni sessuali non protette dopo che gli era stato detto di essere sieropositivo.

## L'agguato
- Titolo originale: Stalker
- Diretto da: Richard Dobbs
- Scritto da: Kathy McCormick

### Trama
Briscoe e Curtis indagano sul tentato omicidio di una donna spinta dalle scale della sua abitazione. Cercano un misterioso stalker che la ossessionava con e-mail e telefonate. L'uomo viene individuato e arrestato, ma una serie di incongruenze portano i detective a ritenere che la donna avesse simulato l'aggressione per far proseguire le indagini e far arrestare lo stalker. Ma quando la donna viene trovata uccisa, il presunto aggressore viene individuato e arrestato. Una prova a suo carico, cioè una telefonata di aiuto della vittima, viene esclusa dal giudice, in seguito alla precedente simulazione di reato; anche l'accusa di tentato omicidio della donna viene ritenuta inammissibile. A quel punto, Briscoe testimonia e afferma che l'accusa di tentato omicidio era effettivamente fondata, e che venne ignorata per un errore della polizia.

## Scomparsi
- Titolo originale: Disappeared
- Diretto da: David Platt
- Scritto da: Richard Sweren e William N. Fordes

### Trama
Briscoe e Curtis indagano sulla scomparsa di due coniugi e sui loro rapporti conflittuali con l'amministratore del condominio in cui vivevano, ma la pista si rivela sbagliata, quando l'amministratore scompare. I detective scoprono che in realtà il condominio era stato oggetto di un'operazione di ristrutturazione e riqualificazione, la quale aveva portato allo sfratto molti inquilini e all'aumento vertiginoso del prezzo degli appartamenti, e che questo aveva suscitato le proteste di un gruppo degli abitanti del quartiere. Dopo che uno degli oppositori rivendica il rapimento con una lettera anonima spedita a un giornale, un uomo si rivolge a Briscoe e Curtis, ritenendo suo fratello l'autore della lettera. Quando gli ostaggi vengono trovati uccisi, la Ross si trova in una situazione complicata quando l'uomo rifiuta di dichiararsi infermo di mente e il fratello l'accusa di non aver tenuto fede alla parola data.
- Nota. Questo episodio è ispirato al caso di Theodore Kaczynski noto come Unabomber, un criminale che compì numerosi attentati nei diversi Stati tra il 1979 e il 1995, con 3 vittime e 23 feriti, e che venne condannato all'ergastolo nel 1998. Anche l'episodio della quarta stagione intitolato Big Bang è ispirato a questo caso.

## Un fardello troppo pesante
- Titolo originale: Burden
- Diretto da: Constantine Makris
- Scritto da: David Shore e I.C. Rapoport

### Trama
Briscoe e Curtis indagano sulla strana morte di un ragazzo tetraplegico apparentemente per cause non naturali, i due ipotizzano che un membro della famiglia lo abbia soffocato, ma scoprono che la morte è dovuta all'avvelenamento da cicuta, e sospettano del medico che lo aveva in cura. L'uomo, che aveva già altre volte posto fine alla vita di molti malati terminali senza venire mai condannato, si difende in giudizio affermando di aver realizzato la volontà del ragazzo. Dopo aver terminato il processo, McCoy e la Ross scoprono una verità sconcertante.
- Nota. Questo episodio è ispirato al caso di Jack Kevorkian, che negli anni' 80 venne condannato a 25 anni per omicidio di secondo grado, ma che ammise di aver praticato in quegli anni dei suicidi assistiti; morì nel 2007 per trombosi polmonare. Anche l'episodio della prima stagione Un uomo in fin di vita e l'episodio della diciottesima stagione Il diritto di morire sono ispirati a questo caso.

## Una cattiva ragazza
- Titolo originale: Bad Girl
- Diretto da: Jace Alexander
- Scritto da: René Balcer e Richard Sweren

### Trama
Briscoe e Curtis indagano sull'omicidio dell'agente di polizia Dana Flynn, trovata morta in un parco accanto a un uomo ferito a colpi di pistola. I detective ritengono che il colpevole sia l'uomo ferito, ma poi scoprono che è stata una donna con dei problemi di tossicodipendenza, che viene subito arrestata. Durante il processo, la ragazza confessa l'omicidio e viene condannata a morte, cosa che provoca l'insorgere delle associazioni contro la pena capitale e quelle di ispirazione cristiana, perché la giovane nel frattempo ha cambiato vita e ha scoperto la religione durante i sei mesi trascorsi nel braccio della morte. Intanto Cathy, la figlia di Briscoe, viene arrestata per aver sottratto dei medicinali dall'ospedale in cui lavora: il suo scopo era farli vendere al suo compagno spacciatore.
- Guest star: Isabel Gilles (Monica Johnson).

- Nota. Questo episodio è ispirato alla vicenda di Karla Faye Tucker, una donna che il 13 giugno 1983 insieme al suo compagno Daniel Ryan Garrett, uccise a colpi di piccone il ventisettenne Jerry Lynn Dean e la trentaduenne Deborah Thorthon. La donna fu poi condannata a morte. Mentre era nel braccio della morte cambiò vita e divenne religiosa, ma il 3 febbraio 1998 fu lo stesso giustiziata tramite iniezione letale, dopo aver presentato inutili appelli.
- Nota. Gli eventi dell'episodio si verificano dopo sei mesi: mentre discute della conversione religiosa con la donna condannata a morte per l'omicidio di una poliziotta, McCoy dice che questa è stata in prigione per sei mesi.
- Nota. L'attrice Isabel Gilles appare come guest star in questo episodio, interpretando una donna che ha ucciso una poliziotta. In seguito la Gilles interpreterà Kathy Stabler, la moglie del detective Stabler, nello spin-off della serie Law & Order - Unità vittime speciali.

## Valerie
- Titolo originale: Damaged
- Diretto da: Constantine Makris
- Scritto da: Janis Diamond

### Trama
Briscoe e Curtis indagano su una sparatoria avvenuta davanti una scuola, e i sospetti cadono su tre studenti che erano sospesi per aver avuto relazioni sessuali con alcune delle loro coetanee nei locali della scuola. Briscoe e Curtis sospettano anche di una studentessa, la quale sostiene che sua sorella, che ha problemi di ritardo mentale, era stata stuprata dai tre. McCoy e la Ross fanno processare i tre ragazzi per stupro e convincono la giuria delle loro ragioni, ma il giudice ribalta il verdetto. Intanto, Briscoe assiste la figlia Cathy che testimonia al processo contro il suo ex fidanzato, ma la ragazza viene uccisa.
- Nota. Questo episodio è ispirato a un caso di stupro al Glen Ridge High School, nel 1989 a Glen Ridge, nel New Jersey, in cui una ragazza con handicap mentali fu stuprata brutalmente da tre membri della squadra di football della scuola. I tre sospetti, cioè Christopher Archer, Kevin e Kyle Scherzer vennero condannati a 15 anni di reclusione, ma per Kyle Scherzer la pena fu ridotta a 7 anni.

## Tabloid
- Titolo originale: Tabloid
- Diretto da: Brian Mertes
- Scritto da: David Black e Adam Baldwin

### Trama
Briscoe e Curtis indagano sull'omicidio stradale di una professoressa universitaria molto in vista, da poco nominata giudice della Corte d'Appello, e moglie di un avvocato. La donna era uno degli obiettivi più ambiti dei tabloid, e soprattutto di un giornalista alla perenne ricerca di uno scoop, che la inseguiva ovunque. Non è quindi difficile, per Briscoe e Curtis, capire che proprio a causa di un diverbio con questo giornalista la donna aveva attraversato la strada senza prestare attenzione, finendo investita. L'uomo patteggia la pena lieve per molestie, ma a sua volta, viene trovato morto assassinato. A questo punto, il marito della donna diventa il principale sospettato, ma il suo avvocato gioca bene le sue carte, dipingendolo come una vittima dell'accanimento dei paparazzi e giornalisti. Durante la vicenda ognuno ha le sue questioni da affrontare: Briscoe cerca di superare la morte della figlia, Schiff si sta preparando per le prossime elezioni come procuratore distrettuale e la Ross, in procinto di sposarsi un'altra volta, deve fronteggiare la richiesta di affidamento da parte del suo ex marito.
- Nota. Questo episodio è ispirato all'incidente mortale della principessa Lady Diana Spencer, avvenuto nella notte tra il 30 e il 31 agosto 1997, sotto la galleria che passa sotto il ponte de l'Alma, insieme al suo compagno Dodi Al-Fayed, la sua guardia del corpo Trevor Rees-Jones e l'autista Henri Paul.

## Il mostro
- Titolo originale: Monsters
- Diretto da: Ed Sherin
- Scritto da: René Balcer e Richard Sweren

### Trama
Briscoe e Curtis indagano su una bambina trovata in fin di vita, dopo essere stata malmenata e violentata da un pedofilo. L'uomo confessa, ma una volta ottenuta la confessione, McCoy scopre che non è lui il colpevole. Nel frattempo, la Van Buren, Schiff e McCoy rischiano di perdere il lavoro; la Van Buren viene invitata a dimettersi, Schiff rischia di perdere le elezioni, mentre McCoy viene convocato davanti alla commissione disciplinare. Briscoe invece è in contatto con la polizia per indagare sulla morte della figlia Cathy.
- Nota. Ultima apparizione regolare per l'attrice Carey Lowell nel ruolo di Jamie Ross. Il personaggio della Lowell lascerà infatti il suo lavoro per diventare un avvocato difensore. Nel corso degli anni diventerà anche giudice per poi tornare a essere un viceprocuratore. La Lowell tornerà come guest star nel franchise cinque volte (le prime tre nella serie e le ultime due nel terzo spin-off Law & Order - Il verdetto), sempre nel ruolo della Ross.